# ホンダ・S500
S500（エスごひゃく）は、本田技研工業がかつて生産、販売していた小型スポーツカーである。

## 概要
1961年（昭和36年）、当時の通商産業省が自動車産業の新規参入を制限すべく、自動車業界の再編案を打ち出した。本田技研工業の創業者である本田宗一郎はこれに猛反発し、再編案が成立する前に四輪車の開発を行うことを開発陣に指示した。1962年（昭和37年）10月の第9回全日本自動車ショーにS360とスポーツ500が展示され、2台とも1963年（昭和38年）春発売と発表された。しかし、S360は早期に断念され、スポーツ500がS500として1963年（昭和38年）10月に発売された。発売価格は45万9,000円（1963年6月16日の新聞紙面で価格クイズとして市場調査され、応募数の最も多かった48万5,000円を3万円ほど下回って設定された）。
幅・高・長・排気量の全てが現在の軽自動車規格内に収まっているが、原則として車両の製造当時の規格に則るため1000cc未満の小型車登録となる。

### 生産状況
生産・販売期間が極めて短いのは、後継車であるS600が1964年（昭和39年）1月に発売されたためである。ただし実際のデリバリーはS500が1964年1月、S600が同年3月からのようである。またそれ以前に顧客へ渡されている個体もあるようで、『Old-timer』誌（八重洲出版）No.90に、恐らく量産試作車であろうと断言できるS500が福島県で、これも恐らく量産試作車であろうT360とともに発見されたとの記事が発表された。特筆すべきは正式なデリバリー以前の1963年（昭和38年）に登録されていたことが抹消登録証明書の存在によって証明されていることである。
総生産台数の正確な資料はないが、500台前後が国内登録されたようである。パワー不足のため輸出はされなかったが、テストとカタログ撮影を兼ねて2台の左ハンドル仕様が米国に渡った。そのテスト結果が、その後のS800の輸出時に生かされたと考えられる。その内の1台はエンジンを600 cc用に換装されてメキシコに現存する。これ以外に英国や米国に存在する個体は、全て日本国内仕様が持ち出された物である。

### スタイル・機構

#### メカニズム
2輪車メーカーから出発したホンダらしく、随所にその特徴が見て取れる。ファイナルドライブにはローラーチェーンが用いられ、アルミ・ダイカスト製のチェーンケースがトレーリング・アームを兼ねる独立式リヤ・サスペンションを採用した。これは本田宗一郎のアイデアで、リジッドアクスルと比べ、後輪中心間を結ぶ位置にデフや車軸が無く、その空いたスペースにガソリンタンクを前進させて搭載でき、安全性とより大きなトランクスペースをもたらすことに成功した。この方式は、後継のS800の途中まで継続された。
エンジンは水冷直列4気筒DOHCで、531 ccの排気量から最高出力44 PS/8,000 rpmを搾り出していた。

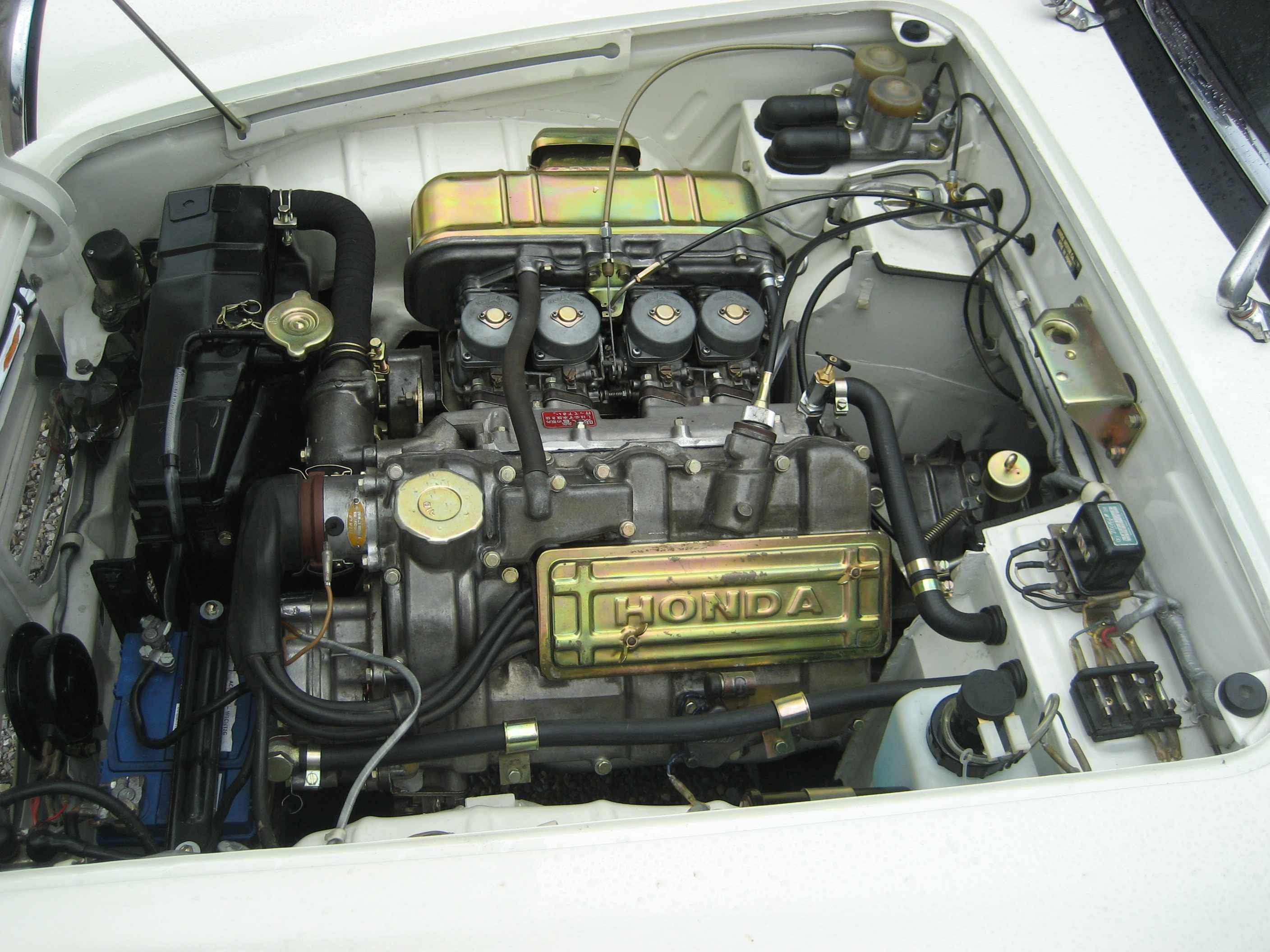
S500のエンジン

#### デザイン
デザインは英国のスポーツカーなどを参考に、社内でカブを手がけた実績のある森泰助が担当したが、本田宗一郎が大幅に手直しをしたとされる。また当時、国内には良質な幌がなく英国から輸入したとされる。

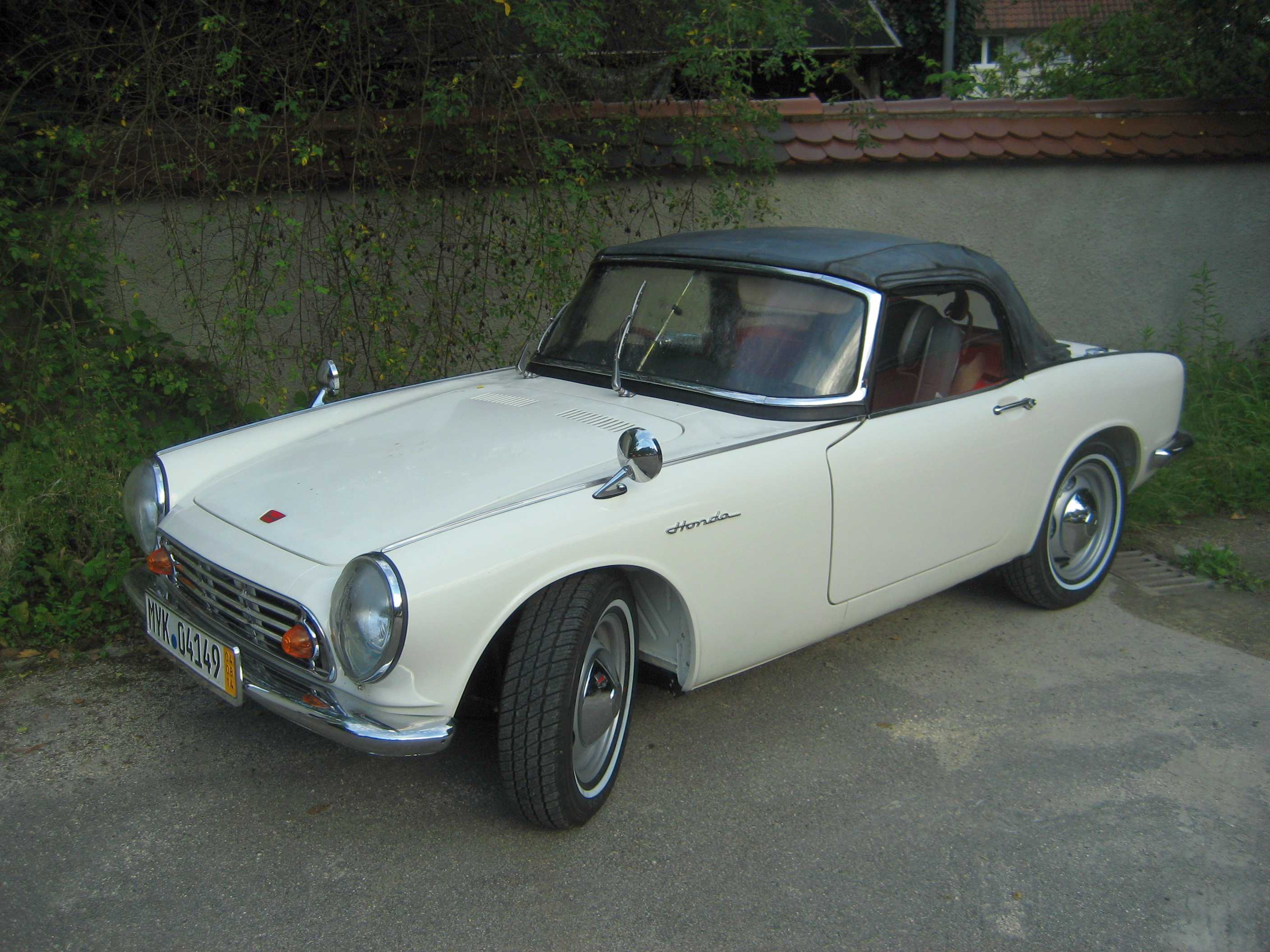
幌を閉じた状態